# Eugen von Lotzbeck
Le baron Eugen Johan Anton von Lotzbeck, né le 24 février 1882 à Munich et mort le 22 mai 1942 à Assenhausen, est un cavalier allemand qui fut médaillé d'or en équipe aux Jeux olympiques d'Amsterdam en 1928, avec Carl-Friedrich von Langen (sur Draufgänger) et Hermann Linkenbach (sur Gimpel) pour le dressage. Il montait Caracalla.
C'est la première fois que l'Allemagne participait à nouveau aux Jeux olympiques, après en avoir été exclue à cause de la guerre de 1914-1918. Ses victoires, qui la plaçait juste derrière les États-Unis, furent extrêmement populaires dans un pays en proie à la crise et à l'occupation de la Ruhr.